# Градски стадион (Русе)
Градски стадион (Русе) е спортно съоръжение, годно за упражняване на спортовете футбол, лека атлетика, както и за музикални концерти.
Стадионът разполага с 13 000 седящи места както и тартанова лекоатлетическа писта. В непосредствена близост се намира спортна зала „Ялта“ и тренировъчно футболно игрище.
На стадиона играят официалните си мачове футболните отбори на „Дунав“ (Русе) и ФК Локомотив (Русе)

## Модернизация на лекоатлетическата писта (2012)
През октомври 2012 година беше завършена модернизация на лекоатлетическата писта. Беше подменено нетартановото покритието на пистата с тартанова. Всички съоръжения за провеждане на лекоатлетически състезания бяха подменени с нови. Проектът „Реконструкция и изкуствено покритие на писта и лекоатлетически сектор на Градски стадион Русе“ е на обща стойност 1 200 000 лева и стана възможен благодарение на Министерството на физическото възпитание и спорта и Община Русе. Предстои да се започне работа и по загряващата писта за атлетите, която ще е разположена перпендикулярно на служебния вход на стадиона.

## Модернизация на трибуните (2013)
През февруари 2013 са сложени пластмасови небесносини седалки на централните сектори.

## Модернизация на ВИП сектора (2013/2014)
През декември 2013 започна модернизирането на ВИП сектора на Градския стадион в Русе. Стадиона в Русе се сдоби с нова козирка на стойност 250 хил.лв. От тях, 150 хил.лв бяха отпуснати от Министерството на финансите. Целият сектор под нея е напълно обновен, с нова бетонна основа и ново изградени стълбища. През февруари месец 2014 година се монтираха и 500 седалки които са на стойност 7500 лева отпуснати от общинското предприятие. На 26 февруари завърши монтирането на информационното LED-табло. То бе изградено от телекомуникационния оператор „Нетуоркс България“. Очаква се и изграждането на кабинки за журналисти и водещите на спортните и културни събития, които ще се провеждат на стадиона.

## Модернизация на стадионна (2016/2017)
За сезон 2016/2017 отбора на Дунав Русе се класира за елитния ешелон. Поради изисквания към базата на „Драконите“ лицензионната комисия не разреши на отбора на играе домакинствата на своя стадион. Отбора трябваше да смени тревното покритие на стадион на и да сложи модерно осветление. Поради липса на пари в отбора, през юни тази година правителството отпусна допълнителни средства на ММС в размер на 3 млн. лв. за реконструкцията на градските стадиони в Русе и Горна Оряховица и стадион „Тича“ във Варна. На 18 октомври 2016 Започна ремонта на Градския стадион в Русе. Ремонта трябваше да приключи в едномесечен срок но поради забавяне заради лошите метеорологични условия ремонта се забави за пролетта. На 26 март 2017 тревата беше положена. На 8 април 2017 беше първият тест на осветлението на стадиона. На 28 април 2017 Дунав прие за първи път у дома си отбора на Локомотив Пловдив. Над 10 000 зрители гледаха на живо първото домакинство за сезона в Русе.

### Галерия
- Градски стадион в Русе
- Градски стадион в Русе 2012
- Градски стадион
- Градски стадион
- Градски стадион в Русе 2014
- Градски стадион в Русе 2017
- Градски стадион в Русе 2017
- Градски стадион в Русе 2017